# O Espião Inglês
O Espião Inglês (The English Spy, em inglês, no original) é um romance policial e de espionagem de Daniel Silva em que intervem o agente israelita Gabriel Allon que foi publicado pela primeira vez em inglês em 2015. Existe uma edição em português de 2016.
Atingiu o topo da lista semanal dos livros mais vendidos do The New York Times em 19 de Julho de 2015.

## Resumo
Um destacado membro da família real britânica sofre um atentado quando passava férias no seu iate e os serviços secretos britânicos recorrem a um agente estrangeiro, o lendário espião israelita Gabriel Allon, para seguir a pista do autor do atentado. A busca de Allon recai em Eamon Quinn, perito irlandês no fabrico de explosivos e mercenário ao serviço de quem mais paga. Quinn é um homem esquivo, mas Gabriel conta com a ajuda do britânico Christopher Keller, um antigo militar de elite convertido em assassino profissional, conhecedor em primeira mão da eficácia mortífera de Quinn. Nas suas deambulações na busca do terrorista passam designadamente por Lisboa (Bairro Alto), Inglaterra, Viena, Hamburgo, Irlanda do Norte e Irlanda.

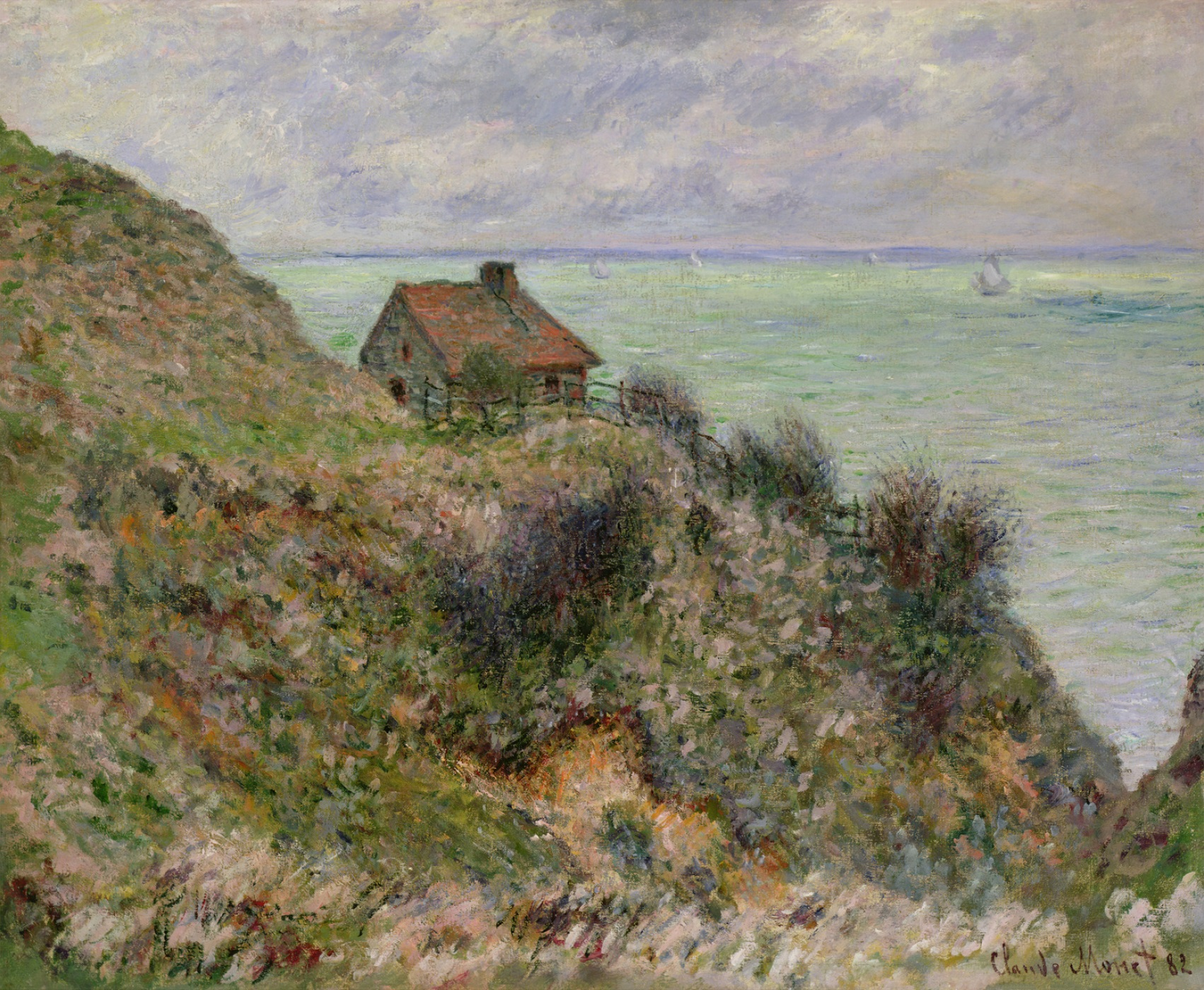
La Cabane des Douaniers a Pourville (18 82) de Claude Monet

## Temas
Um dos temas subjacentes ao livro é o do ambiente posterior aos acordos de paz do Conflito na Irlanda do Norte e da memória desses tempos terríveis.
O pano de fundo é também o da luta entre os serviços secretos ocidentais, com ênfase dos israelitas e ingleses, e os seus congéneres da Rússia, havendo ainda a intervenção dos serviços secretos iranianos.

## Referências a pinturas

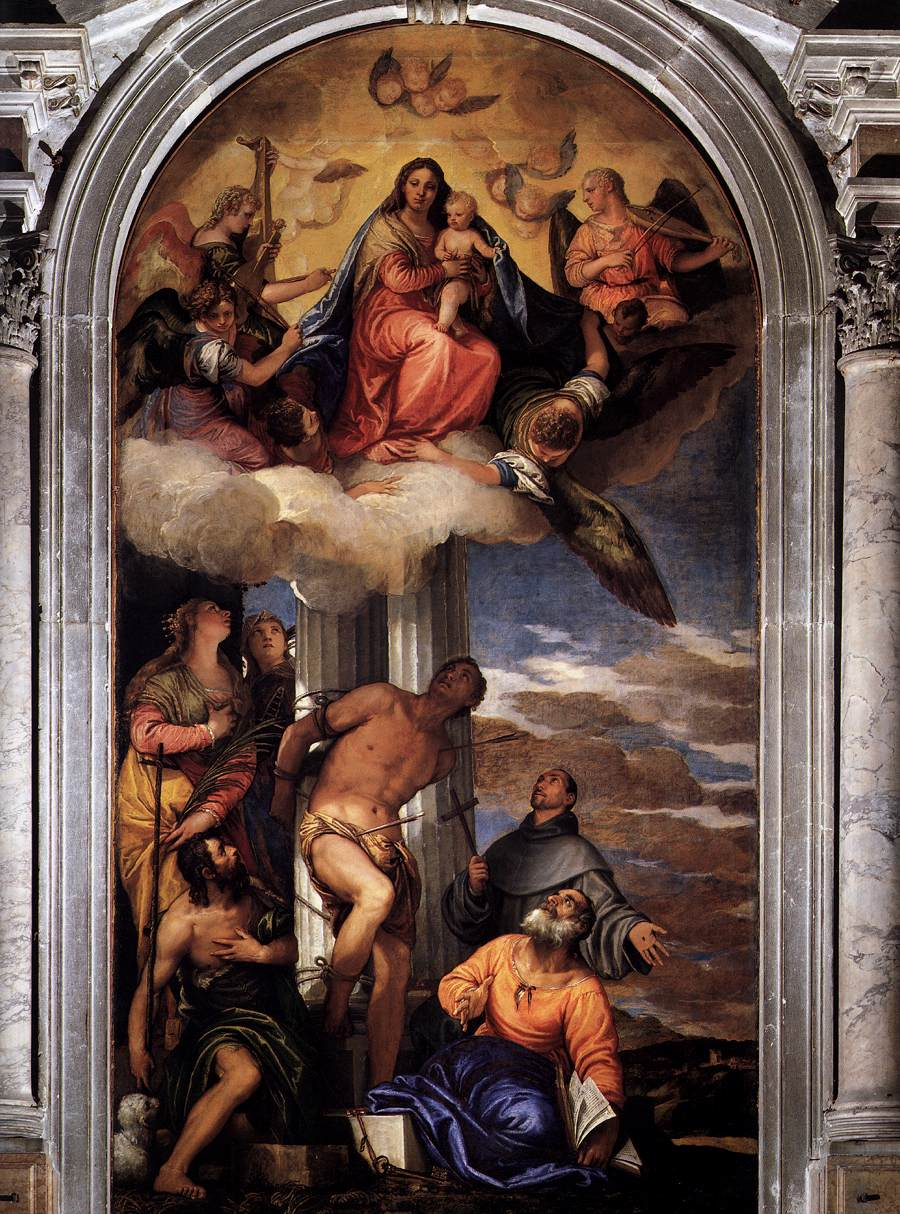
Vergine e il Bambino con Santi (1564-65) de Paolo Veronese, na Igreja de São Sebastião (Veneza)